# Богучар
Богучар — місто в Росії, адміністративний центр Богучарського району Воронізької області. Засноване реєстровими козаками з Гетьманщини у межах української етнічної території — Слобідської України. Статус міста з 1779 року. Населення 11 811 мешканців (2010), у 2015 році — 11 162 особи. Тривалий час українці становили тут переважну більшість.

## Географія

Площа Малаховського

Місто розташоване на річці Богучарка, за 6 кілометрів від її впадіння у Дон.
Відстань до обласного центру — 221 км.

## Історія
Богучар — адміністративний та військовий центр Богучарської сотні Острогозького полку Слобідської України.
Долина річки Богучарки залишалася практично ненаселеною аж до 1716 року, коли по pp. Толучіївці і Богучарці були поселені близько двохсот козаків Острогозького полку і рік по тому (1717) до них приєднано були ще кількасот козаків того ж полку, переведених з Ливен, Землянська, Чернявська, Ендовища та інших міст.
У 1765 році при введенні нового громадянського ладу в управлінні слобідських мешканців слобода Богучарська увійшла до складу Острогозької провінції Слобідсько-Української губернії. При введенні в 1779 році Воронізького намісництва з 16 повітів, у тому числі й Богучарського ця слобода була перейменована на повітове місто.
У 1779 році Богучар разом з однойменним повітом знову відійшов до Слобідсько-Української губернії та лиш у 1802 році був остаточно зарахований до Воронізької губернії Російської імперії.
У 1897 році в місті жили 6636 осіб, у тому числі українців було 4285, росіян — лише 2180, цигани — 95. За переписом 1926 року 81,6 % населення Богучарської волості становили українці.
Аж до початку XX століття одним з основних занять жителів Богучара була закупівля рогатої худоби в Області Війська Донського і перепродаж його у великих містах.
Місто пережило три Голодомори і епоху українізації. Після Голодомору 1932-33 почалося масове підселення т. зв. «великоросійського елементу» з північних районів області, а також Тверської, Пензенської, Тульської областей тощо.

## Населення
| 1856    | 1897    | 1913    | 1931    | 1939    | 1959    | 1970    |
| ------- | ------- | ------- | ------- | ------- | ------- | ------- |
| 2400    | ↗6600   | ↗7500   | ↗8200   | ↘4300   | ↘3444   | ↗6606   |
| 1979    | 1989    | 1992    | 1996    | 1998    | 2000    | 2001    |
| ↗7277   | ↗8499   | ↗8700   | ↗8900   | ↗13 000 | ↗13 600 | →13 600 |
| 2002    | 2003    | 2005    | 2006    | 2007    | 2008    | 2009    |
| ↗13 756 | ↗13 800 | ↘13 756 | ↘13 500 | ↘13 400 | ↘13 300 | ↘13 188 |
| 2010    | 2011    | 2012    | 2013    | 2014    | 2015    | 2016    |
| ↘11 811 | ↘11 800 | ↘11 496 | ↘11 281 | ↘11 193 | ↘11 162 | ↗11 190 |
| 2017    | 2018    |         |         |         |         |         |
| ↗11 295 | ↘11 270 |         |         |         |         |         |

За переписом 1897 року у місті проживало 6 636 осіб (3 402 чоловіки та 3 234 жінки). Розподіл населення за мовою згідно з переписом 1897 року:
| Мова       | Осіб  | Відсоток |
| ---------- | ----- | -------- |
| українська | 4 285 | 64,58 %  |
| російська  | 2 180 | 32,85 %  |
| циганська  | 95    | 1,43 %   |
| єврейська  | 62    | 0,93 %   |
| інші       | 14    | 0,21 %   |
| Разом      | 6 636 | 100 %    |

## Сучасний стан
У місті є підприємства харчової промисловості, виробництво будівельних матеріалів.

## Відомі люди
- Павло Тушкан — член Української Центральної Ради.
- Василь Глушко (1920—1998) — учений, геолог-нафтовик, педагог, доктор геолого-мінералогічних наук (1966), професор (1967), член-кореспондент Академії Наук УРСР (1970), академік Української нафтогазової академії (1993). Лауреат Державної премії України в галузі науки і техніки (1986, 1994).
- Надія Савченко — українська льотчиця, перебувала тут у полоні.